# Ermete Novelli
Ermete Novelli (Lucca, 5 de maio de 1851 – Nápoles, 29 de janeiro de 1919 foi um ator italiano, reconhecido como um dos mais importantes da arte dramática italiana.

## Biografia

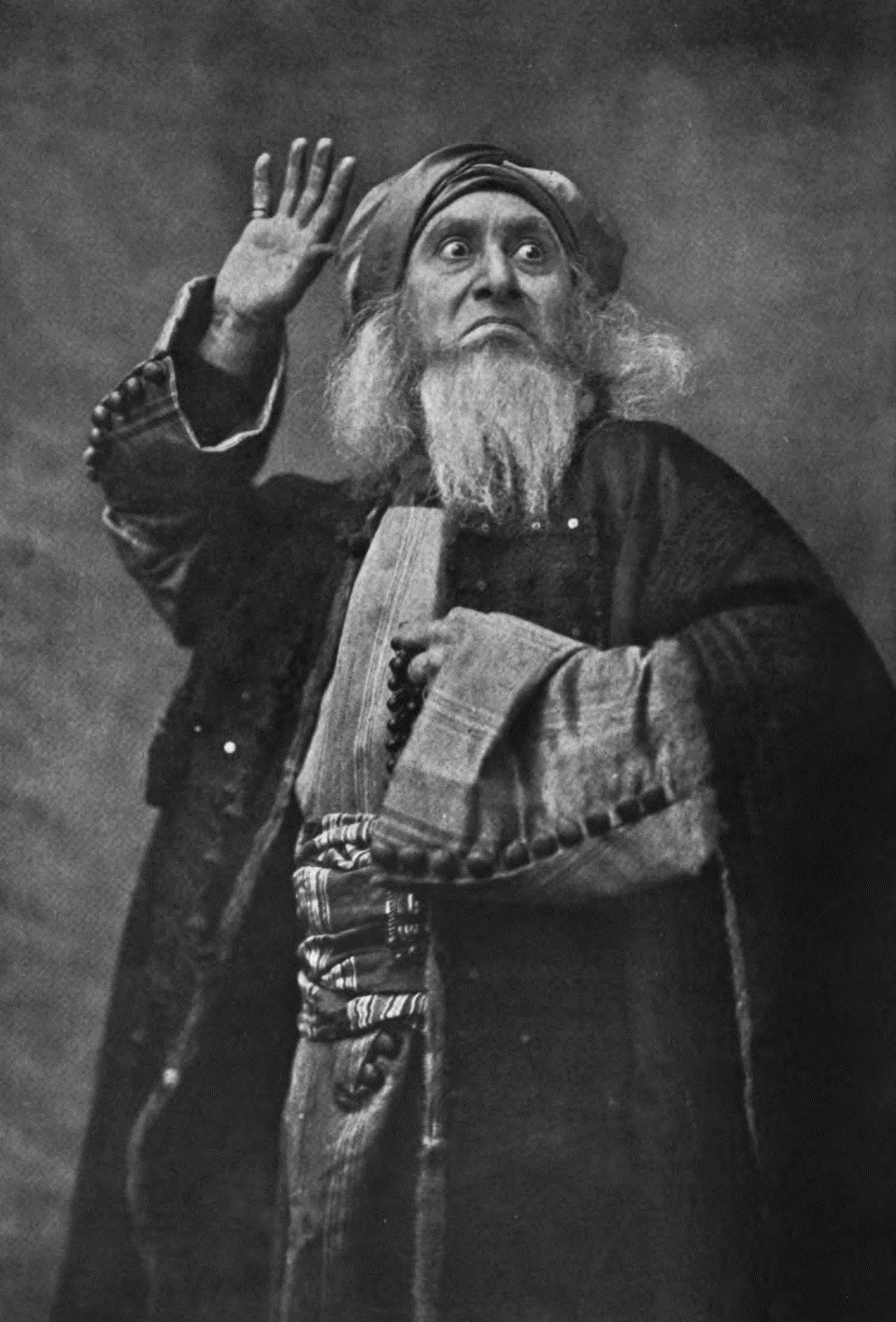
Ermete Novelli como O Mercador de Veneza

Ermete Novelli era descendente de uma família nobre e antiga da Romanha - uma das doze, como ele mesmo disse, da famosa "coluna da hospitalidade" de Bertinoro. Apesar do seu apelido, « padeceu de pobreza e fome » porque o seu pai era um simples ponto de teatro. No entanto, foi isso que o levou muito cedo a ingressar no mundo das artes: a sua estreia aconteceu em 1866, aos 15 anos, numa companhia de Viadana, que acolheu pai e filho.
Em 1873, casou-se com a atriz Lina Marazzi, prima de Angelo Diligenti, com quem teve dois filhos: Sandro e Enrico, que se tornou ilustrador, artista e autor de livros infantis sob o pseudónimo de Yambo.
Ainda muito jovem, após a sua estreia, e após ter trabalhado com Luigi Bellotti Bon, tornou-se rapidamente um dos intérpretes teatrais italianos mais apreciados, inicialmente em comédia, com Claudio Leigheb, e, a partir de 1890, como intérprete shakespeariano. A partir de 1884, foi diretor artístico e, de 1891 a 1894, desempenhou essas funções como sócio de Claudio Leigheb.
Em 1900, fundou a primeiro companhia de teatro fixa em Itália, a "Casa Goldoni ", no Teatro Valle, em Roma. Em 1902 regressou a Bertinoro, onde, entre outras coisas, escreveu a sua autobiografia, "Foglietti sparsi narranti la mia vita ", obra que foi publicada postumamente pelo seu filho Enrico.
Foi também ator de cinema: O Mercador de Veneza (1910), Rei Lear (1910) e La gerla di papà Martin ("A Cesta do Pai Martinho", 1914), entre outros, onde atuou ao lado de Francesca Bertini, e da sua segunda mulher, Olga Giannini.
Em 19 de fevereiro de 1915, no Teatro Dal Verme, em Milão, alguns importantes atores italianos da época levaram ao palco Goldoni e le sue sedici commedie nuove ("Goldoni e as suas Dezasseis Novas Comédias") de Paolo Ferrari, em homenagem a Virginia Reiter e Ermete Novelli, que se estavam a retirar dos dos palcos. Novelli interpretou o papel de Tita, o ponto teatral.
No início de 1919, durante uma digressão em Benevento, Novelli sofreu um ataque cardíaco. Morreu na sua casa, em Nápoles, a 29 de Janeiro de 1919..
Ermete Novelli fazia parte da Maçonaria.

## Filmografia

### Ator
- - La morte civile, direção de Gerolamo Lo Savio (1910)
  - Rei Lear, direção de Gerolamo Lo Savio (1910)
  - O Mercador de Veneza, direção de Gerolamo Lo Savio (1910)
  - Michele Perrin, direção de Eleuterio Rodolfi (1913)
  - La gerla di papà Martin, direção de Eleuterio Rodolfi (1914)
  - Il più grande amore, direção de Enrico Novelli (1915)
  - Per la Patria!, direção de Ugo Falena (1915)
  - Automartirio, direção de Ivo Illuminati (1917)
  - La morte che assolve, direção de Alberto Carlo Lolli (1918)

### Realizador
- Che cosa triste è la guerra (1914) [10] [11]

## Obras
- Foglietti sparsi narranti la mia vita ("Notas dispersas narrando minha vida", organizado por Yambo), Roma: Arnoldo Mondadori, 1919.

## À memória
Em muitas cidades italianas, como Roma, Bolonha e Milão, existem ruas e praças com o nome de Ermete Novelli; na sua terra natal, o teatro municipal de Rimini, que ele próprio dirigiu durante alguns anos, recebeu o seu nome; em Bertinoro, onde escreveu a sua autobiografia e onde construiu um teatro (entretanto destruído pelos bombardeamentos da Segunda Guerra Mundial), em frente à sua casa, na praça a ele dedicada, uma herma recorda aos transeuntes o grande ator; o edifício da Câmara Municipal conserva algumas das suas recordações.

### PrémioErmete Novelli
Em 2002, em Bertinoro, foi criado o Prémio Ermete Novelli  atribuído pelo maestro Leonardo Bragaglia e pelo editor Paolo Emilio Persiani. É concedido a cada dois anos em reconhecimento à carreira de grandes atores que interpretaram um repertório semelhante ao de Novelli ou que se aproximaram dele por outros méritos artísticos.
Lista de edições com os respectivos vencedores:
- 1ª Edição: Mario Scaccia
- 2ª Edição: Roberto Herlitzka
- 3ª Edição: Franca Nuti e Moni Ovadia
- 4ª Edição: Arnoldo Foà
- 5ª Edição: Franca Valeri
- 6ª Edição: Elio Pandolfi
- 7ª Edição: Valeria Valeri
- 8ª Edição: Antonio Rezza e Flavia Mastrella
- 9ª Edição: Glauco Mauri
- 10ª Edição: Ivano Marescotti
- 11ª Edição: Neri Marcorè

## Links externos
- Ermete Novelli, site oficial do Prémio Ermete Novelli